# Bavariaring 10 (München)

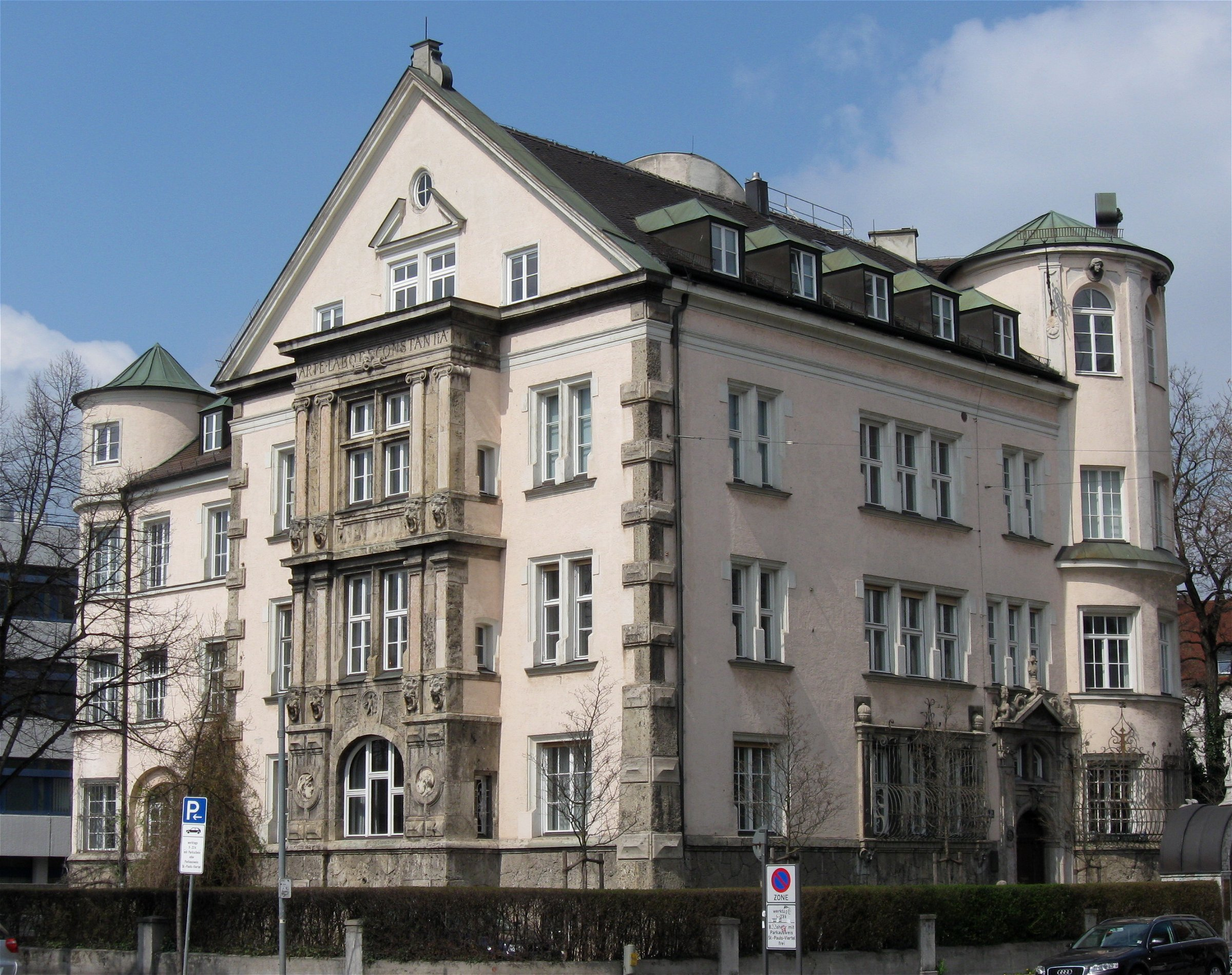
Haus Bavariaring 10 in München-Ludwigsvorstadt

Das Haus Bavariaring 10 ist eine denkmalgeschützte Villa im Münchner Stadtteil Ludwigsvorstadt. Die Umfriedung steht ebenfalls unter Denkmalschutz.

## Beschreibung
Das Wohnhaus des Architekten Emanuel von Seidl wurde von ihm selbst erbaut. Der reich gegliederte Gruppenbau in Ecklage aus den Jahren 1897/98 ist mit reichem plastischem Dekor geschmückt. Am südlichen Vorgartentor befindet sich ein Ziergitter mit dem Namen des Erbauers zwischen Hermen. Am östlichen, bogenförmigen Gartentor steht eine Georgsfigur nach Donatello. Städtebaulich steht die Villa im Zusammenhang mit der benachbarten Paulskirche.

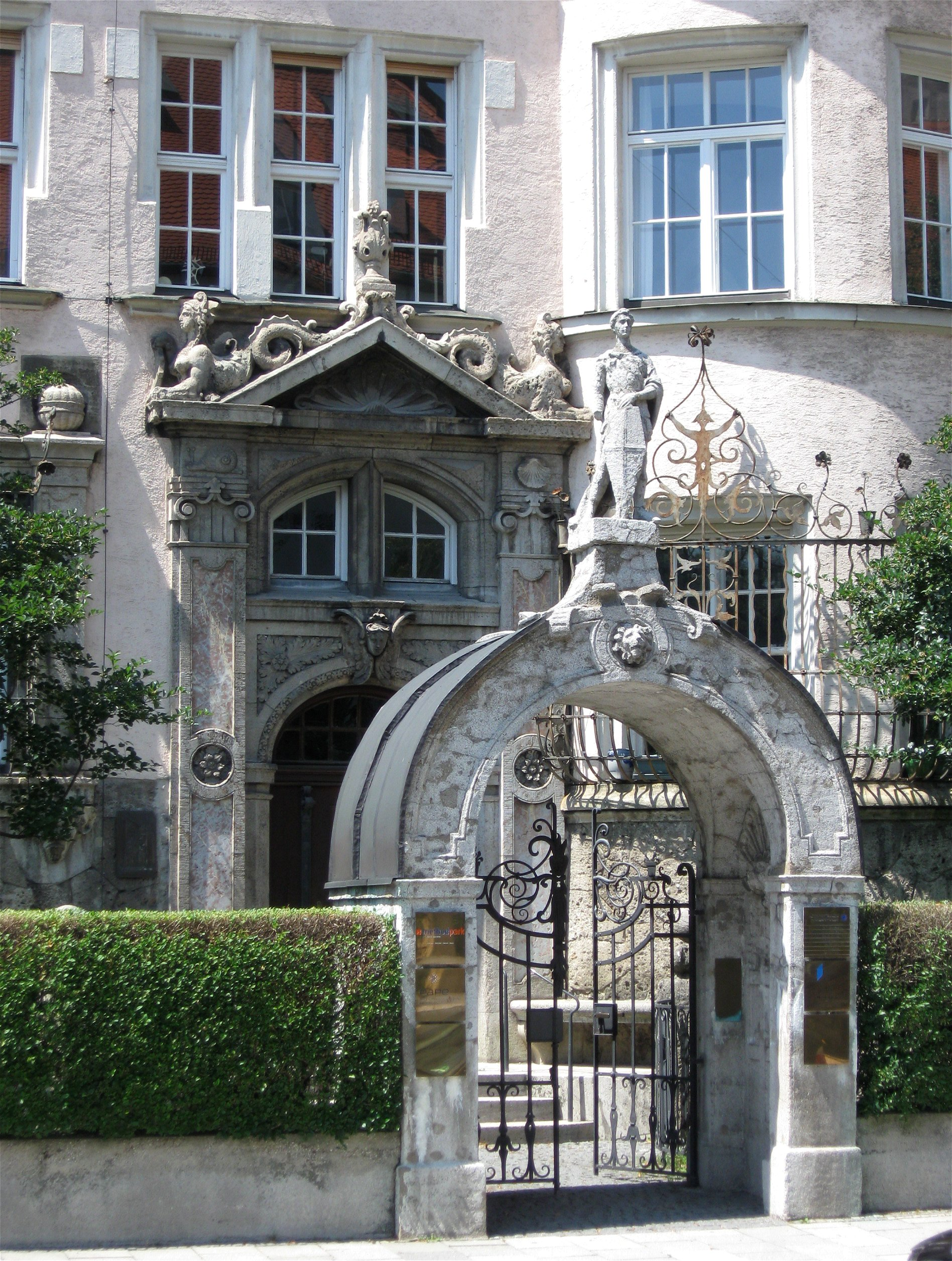
Östliches Gartentor mit Georgsfigur
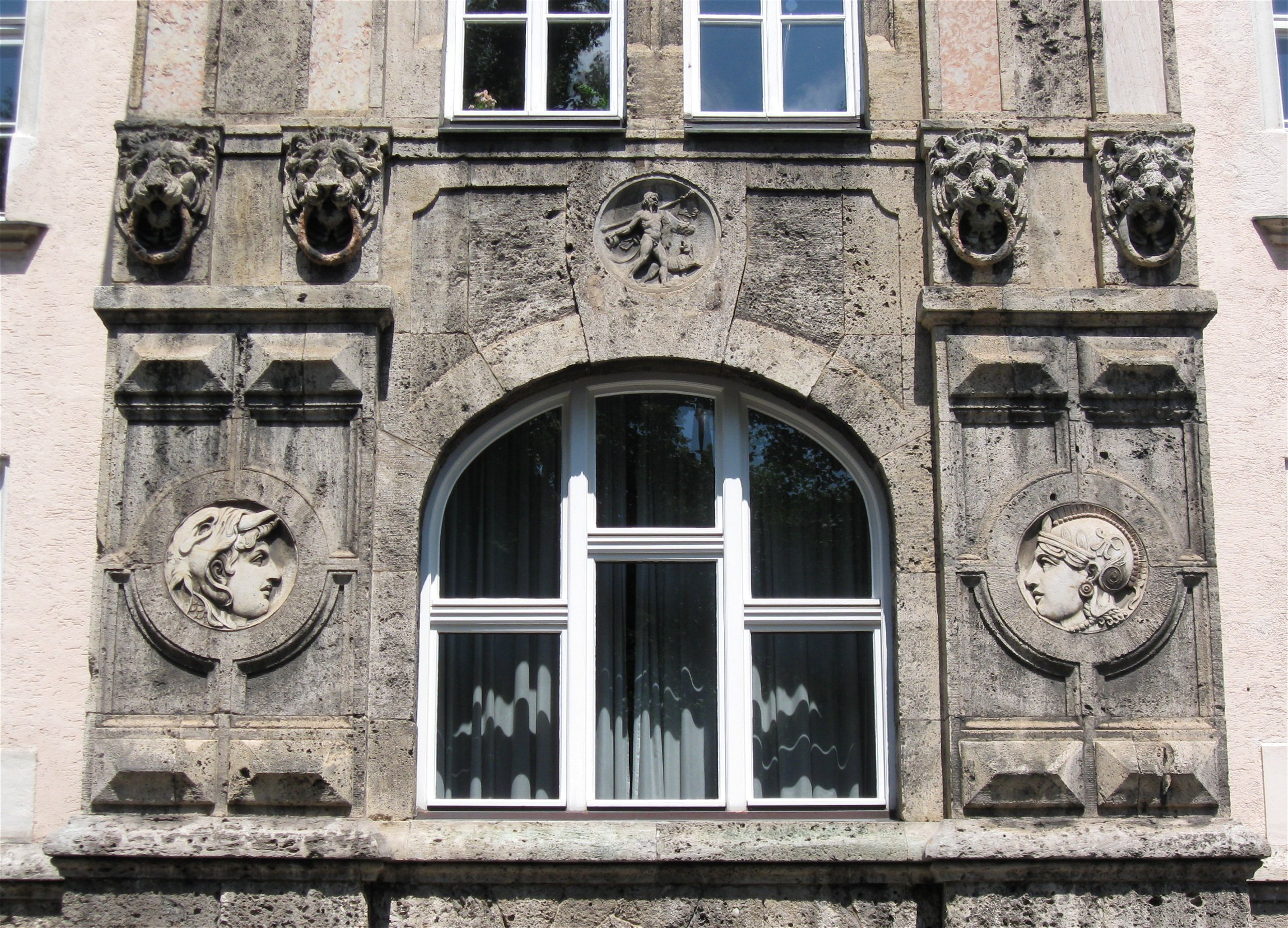
Fassadenschmuck
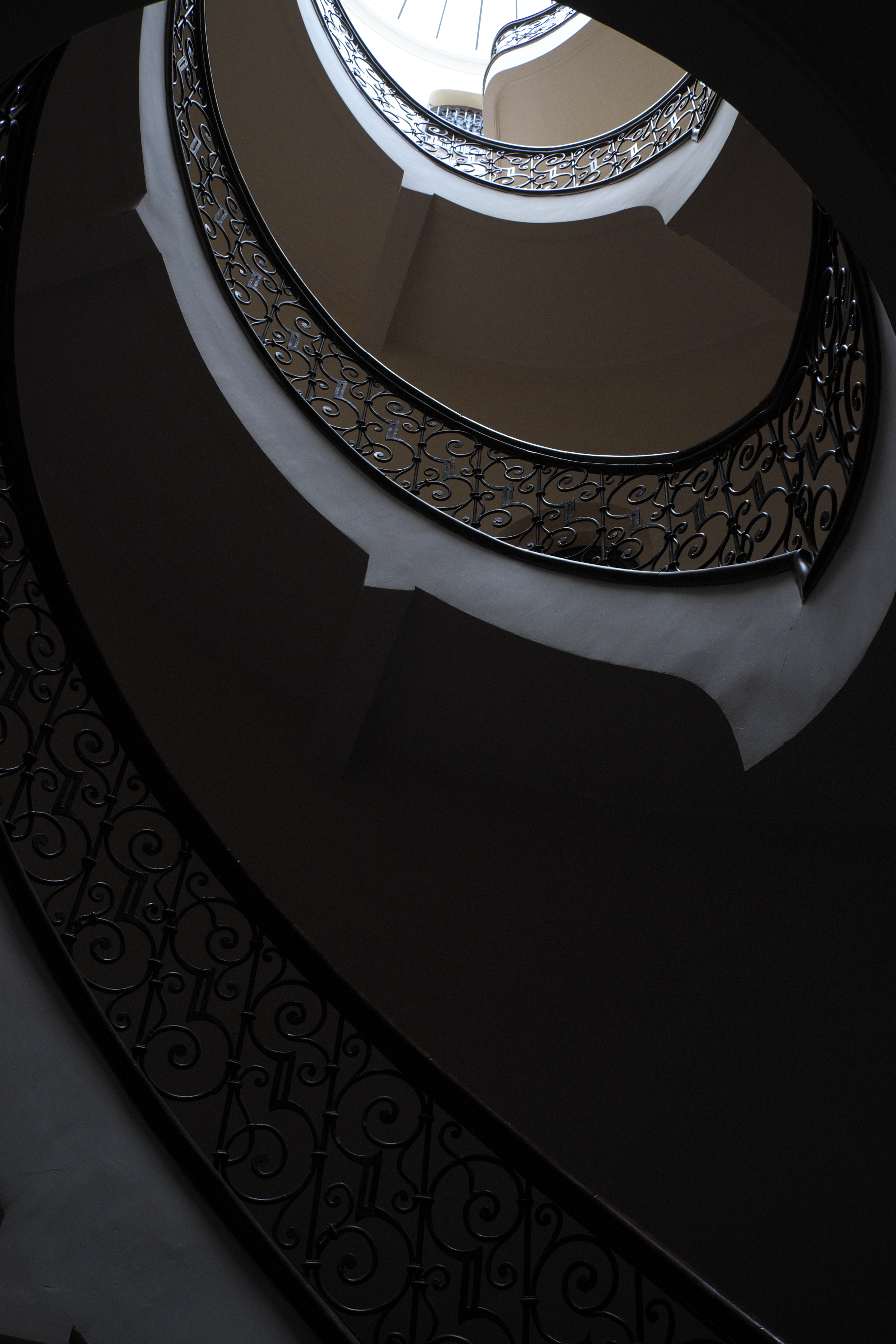
Treppenhaus
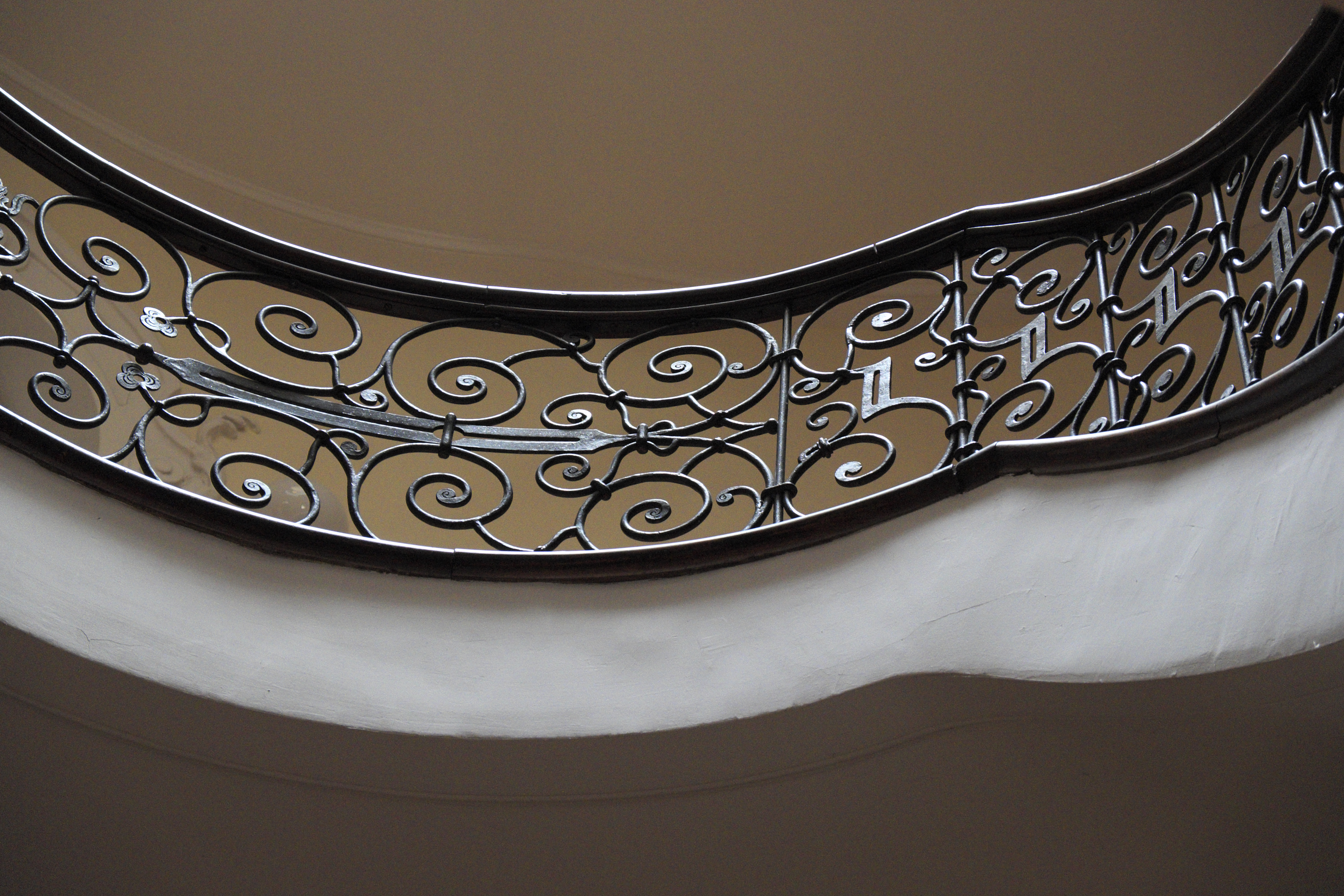
Geländer